# أندرو ستيوارت (سياسي أمريكي، مواليد 1823)
أندرو ستيوارت (بالإنجليزية: Andrew Stuart)‏ هو محرر وصحفي وسياسي أمريكي، ولد في 3 أغسطس 1823 في بيتسبرغ في الولايات المتحدة، وتوفي في 30 أبريل 1872 في واشنطن العاصمة في الولايات المتحدة. نشط حزبياً في الحزب الديمقراطي. وقد انتخب عضو مجلس النواب الأمريكي.